# Thalia de Souza Pereira
Thalia de Souza Pereira (Macapá, 9 de janeiro de 1997) é uma atleta paralímpica brasileira.

## Biografia e carreira
Thalia é natural de Macapá, Amapá. Ela nasceu com nanismo].
Nos Jogos Universitários, realizados na cidade de São Paulo em 2018, ganhou ouro no lançamento de disco e ouro no arremesso de peso.
Em abril de 2019, no Open Internacional Loterias Caixa de Atletismo, conquistou medalha de prata nas provas de lançamento de disco e no arremesso de peso. Nos Jogos Parapan-Americanos de Lima 2019, Thalia conquistou a medalha de prata no arremesso de disco e o bronze no arremesso de peso, ambos na classe F41.
Em novembro de 2021, durante o Meeting Caixa Econômica Federal, disputado em Brasília, bateu o recorde brasileiro no arremesso de peso da classe F41. Ela obteve a marca de 7.95 metros.

## Principais conquistas
- 2019: Jogos Parapan-Americanos, arremesso de disco classe F41 – prata[5]
- 2019: Jogos Parapan-Americanos, arremesso de peso classe F41 – bronze[5]